# Хира, Александр Корнилиевич
Александр Корнилиевич Хира (укр. Олександр Корнилійович Хіра; 17 января 1897 — 26 мая 1983) — епископ Мукачевской грекокатолической епархии (Русинская греко-католическая церковь), политзаключённый.

## Биография
Родился 17 января 1897 года в селе Ольховцы (в то время — Австро-Венгрия, ныне Тячевский район Закарпатской обл. Украины) в семье священника протоиерея Корнилия Хиры. Закончив католическую гимназию, поступил в 1915 году в Ужгородскую духовную семинарию, в 1916—1920 направлен для обучения на богословский факультет Будапештского католического института. Рукоположён в священный сан епископом Мукачевской грекокатолической епархии Антонием Паппом 19 декабря 1920 года. C 1924 года преподавал в Ужгородской семинарии, в 1934—1939 годах был её ректором. 19 декабря 1944 года (или в 1945 году?) тайно посвящён еп. Теодором Ромжей в епископы. С 1947 года по 26 мая 1983 года епископ Александр Хира являлся управляющим Мукачевской грекокатолической епархии, которая действовала в подполье.
Арестован советскими органами 10 февраля 1949 года. Переведён в Киевскую центральную тюрьму МГБ Украинской ССР. 6 августа 1949 года осуждён по статьям 54-4 и 54-10 ч. 2 УК Украинской ССР (антисоветская агитация и пропаганда) к 25 годам заключения с лишением гражданских прав на пять лет и конфискацией имущества. В 1949—1956 годах отбывал наказание в лагерях Тайшета и Кемерово, работал на строительстве и в шахтах. Освобождён в сентябре 1956 года. Вернулся домой, вёл подпольную пастырскую работу среди верных. В январе 1957 года повторно арестован, осуждён на пять лет принудительных работ без права возвращения на Украину.
С января 1957 года работал на приисках в Караганде Казахской ССР; проживал там вплоть до смерти, вместе с Альбинасом Думбляускасом окормляя верных-католиков в Казахстане. Во время кратких поездок на Украину рукополагал подпольных священников для Мукачевской епархии, в 1978 году в селе Оноковцы близ Ужгорода хиротонизировал своего преемника на Мукачевской кафедре — Ивана Семедия. Существует также версия о том, что в 1980 году он посвятил в епископы Иосафата Кавацива.
Скончался 26 мая 1983 года в Караганде. 28 апреля 1989 года реабилитирован (посмертно).